# Paul Ernst Gediga
Paul Ernst Gediga (* 18. Juni 1887 in Ostrosnitz, Landkreis Cosel, Provinz Schlesien; † 28. Mai 1945 in Graudenz) war ein deutscher römisch-katholischer Geistlicher und Märtyrer.

## Leben
Paul Ernst Gediga studierte Katholische Theologie an der Universität Breslau und wurde am 22. Juni 1912 zum Priester geweiht. Die Stationen seines Wirkens waren: Lohnau, Rauden (1916), Groß Dubensko, Kreis Rybnik (1918), Pfarrer in Lischczin (1920), Pfarrer in Stolp (1927), zusätzlich ab 1937 Erzpriester des Archipresbyterats Köslin.
In der hinterpommerschen Stadt Stolp wurde Gediga zur Zielscheibe der Nationalsozialisten. Im März 1938 wurde er von der Gestapo verhaftet und verbrachte eine Zeit im Gefängnis, kam aber wieder frei. Bei der Einnahme Pommerns durch die Sowjetarmee im Frühjahr 1945 wurde er am 12. April von der russischen Kommandantur festgenommen und in das Lager Graudenz gebracht, wo er am 28. Mai im Alter von 57 Jahren starb.

## Gedenken
Die Römisch-katholische Kirche in Deutschland hat Paul Ernst Gediga als Märtyrer aus der Zeit des Nationalsozialismus in das deutsche Martyrologium des 20. Jahrhunderts aufgenommen.